# 皮浪主义
皮浪主義（英語：Pyrrhonism）是哲学怀疑主义的一个学派，其拒斥教条，并倡导对所有信念的真理性悬置判断。该学派由埃奈西德穆于公元前一世纪创立，据说其灵感源于公元前四世纪的皮浪和斐利亚修斯的第蒙的教诲。
如今，皮浪主义主要通过公元二世纪末或三世纪初的作家塞克斯图斯·恩丕里柯的现存作品而为人所知。 塞克斯图斯的作品在文艺复兴时期的出版，点燃了人们对怀疑主义重新燃起的兴趣，并在宗教改革思想和近代早期哲学的发展中扮演了重要角色。

## 历史
皮浪主义得名于伊利斯的皮浪，他是公元前4世纪的一位希腊哲学家，后来的皮浪主义者认为他创立了第一个全面的怀疑主义思想学派。然而，关于历史上皮浪本人的哲学信仰，古代的记载极少且常常相互矛盾： 他的教诲由其学生斐利亚修斯的第蒙记录下来，但这些作品已经失传，仅存于后世作者引用的片段中，并基于西塞罗等后世作者的记述。提蒙所记录的皮浪自己的哲学，可能比后来以其为名的学派要独断得多。 尽管皮浪主义在罗马时代早期成为怀疑主义的主导形式，但在希腊化时期，柏拉图学院是怀疑主义的主要倡导者，直到公元前一世纪中叶，埃奈西德穆创立了作为哲学学派的皮浪主义。

## 哲学
皮浪主义的目标是不动心， 即一种灵魂不受纷扰的宁静状态，这种状态源于悬置判断——一种心灵的休憩，由于它，我们既不否定也不肯定任何事物。
皮浪主义者反驳那些独断论者——包括所有皮浪主义的敌对哲学——声称他们已找到关于“非显见之事”的真理。他们认为，正是这些关于非显见之事（即教条）的见解，阻碍了人获得幸福。对于任何这类独断，皮浪主义者会提出正反两方面的论证，使问题无法定论，从而悬置判断，并由此引出心神安寧。
皮浪主义者可以细分为ephectic（从事悬置判断者）、aporetic（从事辩驳者）或zetetic（从事探求者）。 Ephectic（悬置判断者）仅仅是对某一问题悬置判断，“将感知与思想相互平衡”。 这是一种较不具攻击性的怀疑主义形式，因为有时“悬置判断显然只是发生在怀疑论者身上”。 相比之下，辩驳者则更积极地朝目标努力，致力于反驳支持各种可能信念的论点，以达到存疑，即一种僵局或困惑的状态， 并由此导向悬置判断。 最后，探求者声称自己在持续探求真理，但至今未能找到，因此在继续探求停止悬置信念的理由的同时，也继续悬置信念。

### （悬疑）式
尽管皮浪主义的目标是心神安寧，但它最为人熟知的是其知识论上的论证。其核心实践是通过论证与论证的对立来进行。为协助此实践，皮浪主义哲学家埃奈西德穆和阿格里帕发展出了一系列固定的论证形式，称为“式”或“悬疑式”。

#### 埃奈西德穆十式
埃奈西德穆被认为是“埃奈西德穆十式”的创建者——尽管究竟是他发明了这些悬疑式，还是仅将其从早期的皮浪主义作品中系统化，目前尚不可知。这些悬疑式代表了悬置判断的理由，具体如下：
1. 不同的动物表现出不同的感知模式；
2. 类似的差异也见于不同的人类个体之间；
3. 对同一个人而言，其感官所感知的信息是自相矛盾的；
4. 此外，这些信息随着身体的物理变化而时有不同；
5. 再者，这些数据根据位置关系的不同而相异；
6. 对象只能通过空气、湿气等媒介间接地被认识；
7. 这些对象的颜色、温度、大小和运动都处于永久变化的状态；
8. 所有的感知都是相对的，并且相互作用；
9. 我们的印象因重复和习惯而变得不那么敏锐；
10. 所有人都在不同的信仰、不同的法律和社会条件下被抚养成人。

根据塞克斯图斯的说法，统摄这十式的是另外三式：基于判断主体（第1、2、3、4式）、基于被判断客体（第7、10式）、基于判断主体与被判断客体的结合（第5、6、8、9式）。而统摄这三式的则是关系式。

### 阿格里帕五式
这些“悬疑式”或“式”由塞克斯图斯·恩丕里柯在其《皮浪主义纲要》中给出。根据塞克斯图斯的说法，它们仅被归于“较近的怀疑论者”，而通过第欧根尼·拉尔修，我们才将它们归于阿格里帕。 “阿格里帕五式”是：
1. 异议 – 由哲学家与民众之间的意见分歧所展示的不确定性。
2. 无限后退 – 所有的证明都依赖于其自身需要证明的事物，如此以至无穷。
3. 相对 – 事物随着其关系或我们观察它们的视角之变化而变化。
4. 假设 – 所断言的真理是基于一个未经支持的假设。
5. 循环 – 所断言的真理涉及证明的循环。

根据源于争论的式，我们发现在日常生活中和哲学家中，对于所提出的问题都出现了无法判定的分歧。因此，我们无法选择或排除任何东西，最终只能悬置判断。在源于无限后退的式中，我们说，作为所提议事项的信念来源的东西，其本身需要另一个这样的来源，而那个来源又需要另一个，如此无穷无尽，以至于我们没有起点来建立任何东西，于是便有了悬置判断。在源于相对性的式中，如上所述，存在的对象相对于判断的主体和与之一同被观察的事物，显现为如此这般，但我们对它本质上是怎样的悬置判断。当我们陷入无穷后退的独断论者，从他们不建立，而是声称凭借一种让步而简单地、无证明地假定的某个东西开始时，我们就有了源于假设的式。当本应用以确认所研究对象的，却需要被所研究的对象所说服时，交互的式就发生了；于是，由于无法取其一以建立另一，我们对两者都悬置判断。
关于这五式，第一和第三式可被视为早期埃奈西德穆十式的简短总结。 另外三式则显示了皮浪主义体系的进展，它在感官和意见的易错性所引出的异议之上，建立了更为抽象和形而上学的基础。根据维克多·布罗查德的说法，“五式可被视为有史以来最彻底、最精确的怀疑主义表述。在某种意义上，它们至今仍然是不可抗拒的。”

### 行动标准
皮浪主义者的决策依据是他们所说的“行动标准”，即遵循表象，不带信念，依照日常生活的常规，其基础是：
1. 自然的指引，我们凭此天生能够感觉和思考；
2. 激情（Pathos）的驱使，饥饿驱使我们寻找食物，口渴使我们饮水；
3. 习俗和法律的传承，我们凭此接受生活中的虔诚为善，不虔为恶；
4. “技艺”的教导。[16]

### 怀疑论者的格言
皮浪主义者设计了一些格言（希腊语 ΦΩΝΩΝ）来帮助实践者将他们的心智引向悬置判断。 其中包括：
- 无所谓更，并不更多（一句归于德谟克利特的格言[18]）
- 不予肯定（aphasia）
- 或许、可能、也许
- 我不予同意
- 我不作决断（蒙田以此为基础创作了他自己的个人格言，“我知道什么？” - "Que sais-je?"）
- 一切皆不确定
- 一切皆不可知（acatalepsy）
- 我不理解
- 每个论证都有一个与之对等的反论证

## 文本
除塞克斯图斯·恩丕里柯的作品外，古代皮浪主义的文本都已失传。有一篇由佛提乌保存的埃奈西德穆《皮浪主义论说》的摘要，以及一篇由阿里斯托克勒保存，引用皮浪的学生第蒙，关于皮浪教诲的简短摘要，由优西比乌保存下来：
“事物本身是同样地漠然、不稳定和不确定的，因此我们的感官和我们的意见既非真亦非假。为此，我们绝不能相信它们，而应无意见、无偏见、不动摇，对每一件事物都说，它无所谓是，也无所谓不是，或者既是又不是，或者既不是也不是。”

## 影响

### 在古希腊哲学中

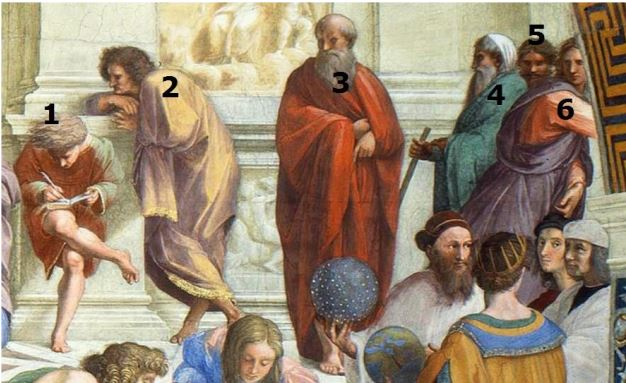
拉斐尔《雅典学院》中的怀疑论者。4号为皮浪，5号为提蒙。

皮浪主义常与学园派怀疑主义相对照，后者是希腊化时期一种相似但有区别的哲学怀疑主义形式。 尽管早期的学园派怀疑主义部分受到皮浪的影响， 但它变得越来越独断，直到公元前一世纪，埃奈西德穆与学园派决裂，复兴了皮浪主义，并谴责学园派为“与斯多葛派作战的斯多葛派”。 一些后来的皮浪主义者，如塞克斯图斯·恩丕里柯，甚至宣称皮浪主义者是唯一真正的怀疑论者，将所有哲学划分为独断论者、学园派和怀疑论者。 独断论者声称拥有知识，学园派怀疑论者声称知识是不可能的，而皮浪主义者则对两种主张都不赞同，对两者都悬置判断。 二世纪的罗马历史学家奥卢斯·格利乌斯描述了这种区别：“……学园派（在某种意义上）领会了‘什么都不能被领会’这一事实，他们（在某种意义上）确定了‘什么都不能被确定’，而皮浪主义者则断言，甚至连那一点似乎都不是真的，因为似乎没有什么是真的。”
塞克斯图斯·恩丕里柯还说，皮浪主义学派影响了医学上的经验主义学派，并与之有实质性的重叠，但皮浪主义与方法主义学派有更多共同之处，因为它“遵循现象，并从中取用似乎适宜的东西”。
尽管尤利安提到在他写作时皮浪主义已经消亡，但其他作家提到了后来的皮浪主义者的存在。大约在同一时期（约公元300-320年）写作的伪克莱门特，在他的《讲道集》中提到了皮浪主义者， 甚至阿加西亚斯也报道，直到公元6世纪中叶，仍有一位名叫乌拉尼乌斯的皮浪主义者。

### 皮浪主义与印度哲学的相似之处

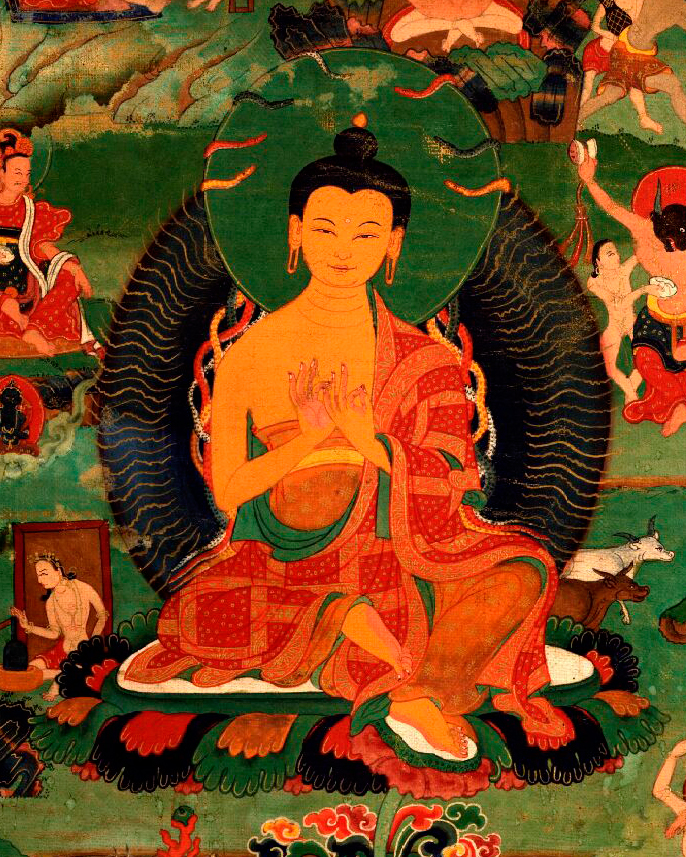
龙树，一位中观派佛教哲学家，其怀疑论证与塞克斯图斯·恩丕里柯作品中保存的论证相似

人们注意到塞克斯图斯·恩丕里柯的皮浪主义著作与公元2或3世纪中观派佛教哲学家龙树的著作之间有许多相似之处。 佛教哲学家扬·韦斯特霍夫说，“龙树关于因果关系的许多论证与塞克斯图斯·恩丕里柯的《皮浪主义纲要》第三卷中呈现的经典怀疑论证有很强的相似性”， 而托马斯·麦克维利怀疑龙树可能受到了传入印度的希腊皮浪主义文本的影响。 麦克维利主张皮浪主义与中观派在佛教逻辑-认识论传统上存在相互影响：

皮浪主义与中观派之间一个长期以来被注意到的非凡相似之处是，在佛教中被称为四句破（Catuṣkoṭi）的公式，而在皮浪主义形式中或可称为四重不确定性。

麦克维利还指出了皮浪主义和中观派关于真理的观点之间的对应关系，比较了塞克斯图斯关于真理的两个标准的论述：一个标准用以判断实在与非实在，另一个我们用作日常生活指南。根据第一个标准，没有什么是真或假的；但根据第二个标准，为了实用目的，来自感官的信息可以被认为是真或假的。如爱德华·孔策所指出， 这与中观派的二谛说相似，即区分“胜义谛”（paramārthasatya），“对真实本来面目的无扭曲认识”， 和“世俗谛”（saṃvṛti satya），“在通用语言中被约定俗成地相信的真理”。
皮浪主义与佛教的其他相似之处包括皮浪主义格言中的一种四句破形式，以及更重要的是，悬置判断的思想以及它如何导向平静与解脱；皮浪主义中的心神安寧与佛教中的涅槃。
一些学者还追溯得更远，以确定是否有更早的印度哲学对皮浪产生过影响。第欧根尼·拉尔修关于皮浪的传记记载，皮浪曾随亚历山大大帝的军队游历印度，并将他在旅途中遇到的裸体智者和术士那里学到的东西融入了他的哲学体系。 在亚历山大征服东方期间，皮浪作为亚历山大大帝宫廷的一员，在塔克西拉度过了大约18个月。 克里斯托弗·贝克维兹 在佛教的三法印和“阿里斯托克勒斯段落”中所概述的概念之间作了比较。

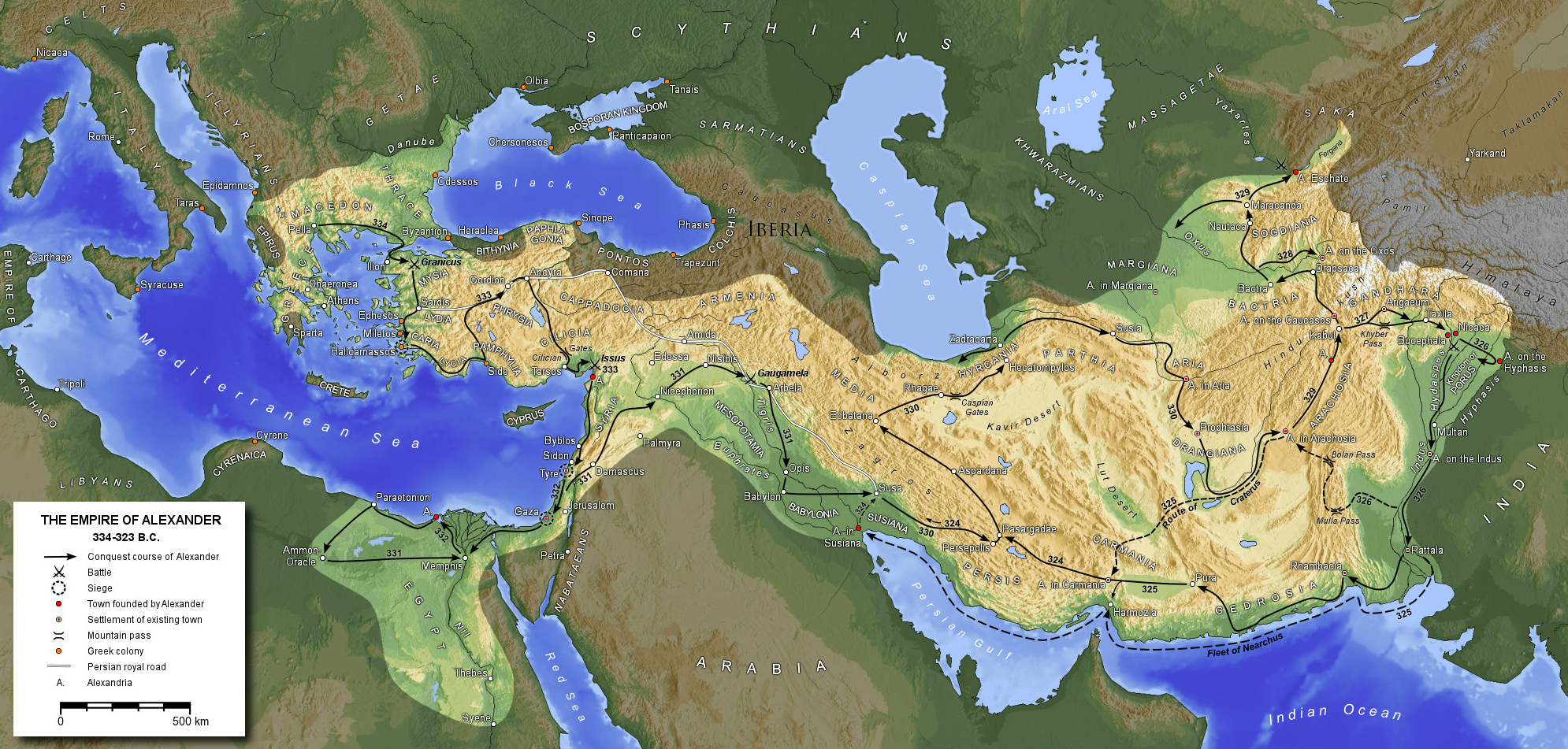
亚历山大大帝的帝国地图以及他与皮浪前往印度的路线

然而，其他学者，如史蒂芬·巴切勒和查尔斯·古德曼 则质疑贝克维兹关于佛教对皮浪影响程度的结论。反过来，库兹明斯基虽然对贝克维兹的观点持批判态度，但认为皮浪受佛教影响的假说有其可信度，即使根据我们目前的信息无法确切证实。
坚持彻底怀疑论的无知派可能对皮浪的影响比佛教更大。佛教徒称无知派的信徒为Amarāvikkhepikas或“鳗鱼（泥鳅）诡辩派”，因为他们拒绝信奉单一的教义。 包括巴魯阿、贾亚蒂莱克和弗林托夫在内的学者认为，皮浪受到了印度怀疑主义的影响，或者至少是同意印度怀疑主义，而不是佛教或耆那教，因为他珍视心神安宁，这可以翻译为“免于忧虑”。 特别是贾亚蒂莱克，他认为皮浪可能受到了无知派前三派的影响，因为他们同样珍视免于忧虑。

### 近代

天平：皮浪主义的现代象征

塞克斯图斯·恩丕里柯作品的重新发现和出版，特别是1562年由亨利·艾蒂安出版并产生广泛影响的译本， 激发了人们对皮浪主义重新燃起的兴趣。 当时的哲学家们利用他的作品来寻找处理他们时代宗教问题的论据。米歇尔·德·蒙田、马兰·梅森和皮埃尔·伽桑狄等主要哲学家后来借鉴了塞克斯图斯·恩丕里柯作品中概述的皮浪主义模型来构建他们自己的论证。皮浪主义的这次复兴有时被视为现代哲学的开端。 蒙田采用了天平的图像作为他的格言， 这也成为了皮浪主义的现代象征。 也有人提出，皮浪主义为勒内·笛卡尔在发展其有影响力的笛卡尔式怀疑方法，以及近代早期哲学随之转向知识论，提供了怀疑主义的基础。 在18世纪，大卫·休谟也深受皮浪主义的影响，并用“皮浪主义”作为“怀疑主义”的同义词。

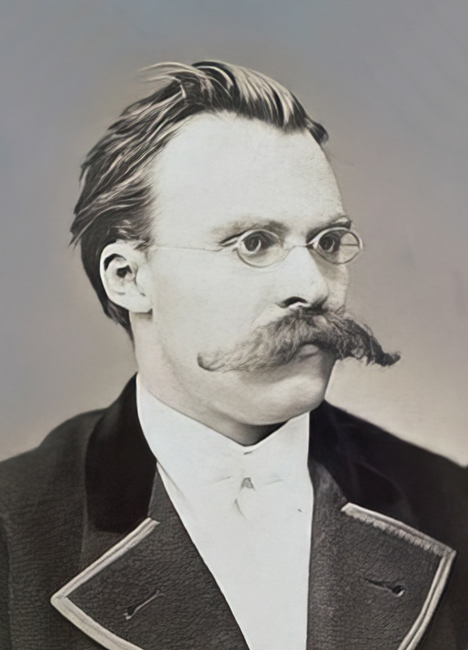
尼采：皮浪主义悬置判断者的批评者

然而，弗里德里希·尼采批评皮浪主义者的“悬置判断者”（ephectics）是早期哲学家们的一个缺陷，他将他们刻画为“害羞的小糊涂蛋和有罗圈腿的软弱之徒”，容易过度沉溺于“他的怀疑冲动、他的否定冲动、他等待观望（‘悬置判断的’）冲动、他的分析冲动、他的探索、搜寻、冒险冲动、他的比较、平衡冲动、他追求中立与客观的意志，他追求一切“无怒无偏”的意志：我们是否已经领会到，在最长的时间里，他们全都违背了道德与良心的首要要求？”

### 当代
术语“新皮浪主义”被用来指代现代皮浪主义者，如本森·马茨和罗伯特·福格林。